# Reformierte Kirche (Bützow)
Die  Reformierte Kirche Bützow (auch: Hugenottenkirche) war ab 1771 das gemeinsame Kirchengebäude der Französisch- und Deutsch-reformierten Kirchengemeinden des Herzogtum Mecklenburg-Schwerin. Die Gemeinden schlossen sich 1778 zu der Evangelisch-Reformierten Gemeinde zusammen. Das Bauwerk ist das einzige im konsequent reformierten Stil erbaute Kirchengebäude in Nordostdeutschland und befindet sich im Ellernbruch 10 in der Altstadt der Stadt Bützow im Landkreis Rostock.

## Architektur

### Gebäude
Nach den Plänen des Landbaumeister Anton Wilhelm Horst (1714–1789) zeigt sich die Kirche als zweistöckige, rechteckige Querhauskirche, die bereits Elemente des beginnenden Klassizismus aufweist. Ihr Mansardwalmdach mit stehendem Dachstuhl verleiht ihr eine markante Silhouette. Die schlicht gestaltete Fassade fügt sich harmonisch in die umliegende Häuserzeile ein und ist ohne Kirchturm gestaltet.
Die Gliederung der Fassade folgt einer Kolossalordnung und wird durch vier Pilaster mit schlichten dorischen Kapitellen strukturiert. Die beiden äußeren Segmente sind jeweils mit vier rechteckigen Fenstern versehen, die den mittig hervorstehenden Risalit umrahmen. Das Portal des Risalits wird von einem Dreiecksgiebel ohne Lichtöffnung flankiert und verfügt über ein Rundbogenfenster, eine Giebeltafel sowie eine zweiflügelige Portaltür mit Oberlicht. Fünf gleich lange Stufen führen hinauf zur Portaltür. Zwischen den Fenstern sind Nischen mit Stuckornamenten angelegt, die in einer symmetrischen Anordnung Rokokoelemente zeigen und so den Gesamteindruck der Fassade zusätzlich bereichern.

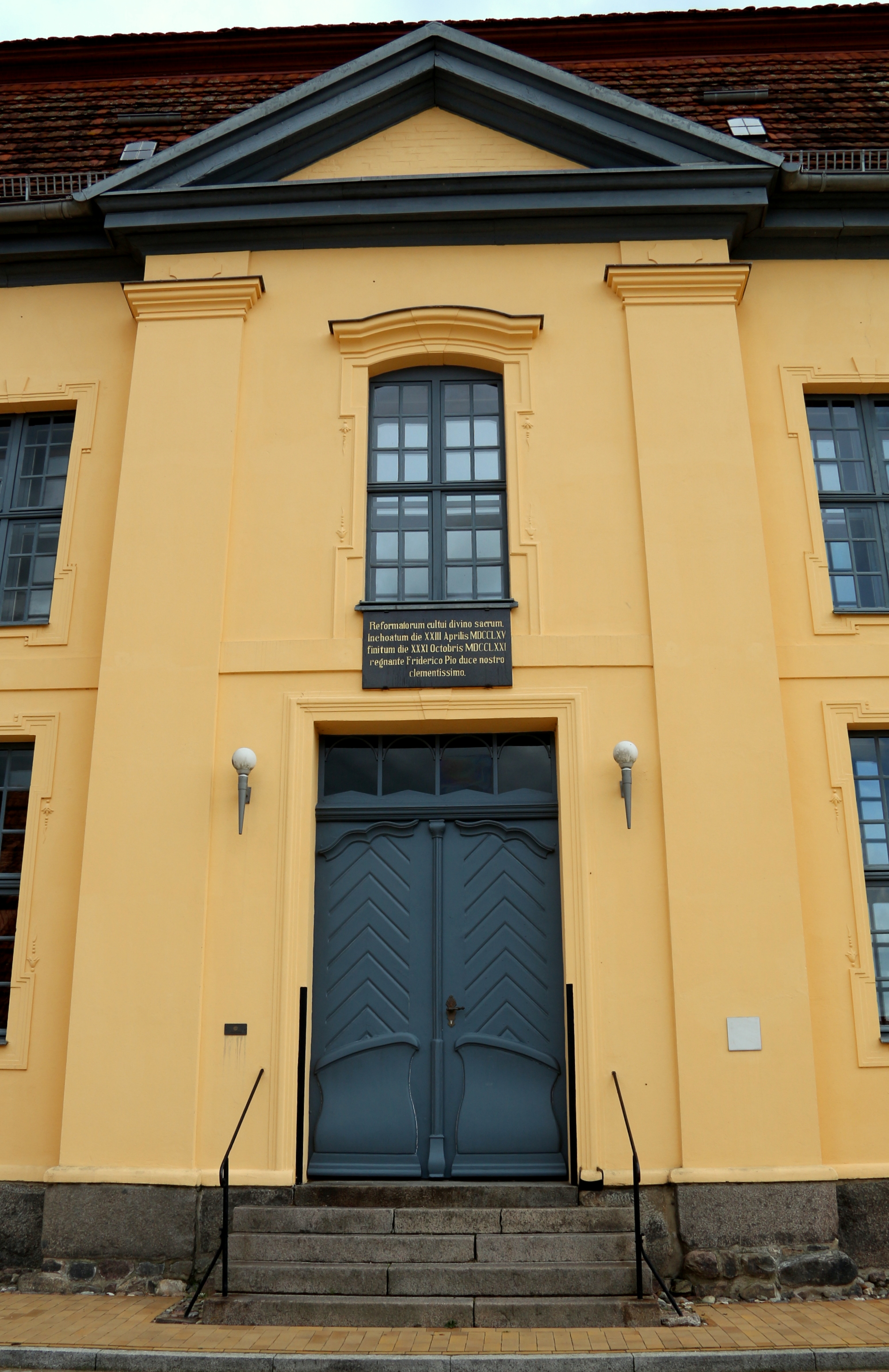
Eingangsrisalit mit Barocker Portaltür
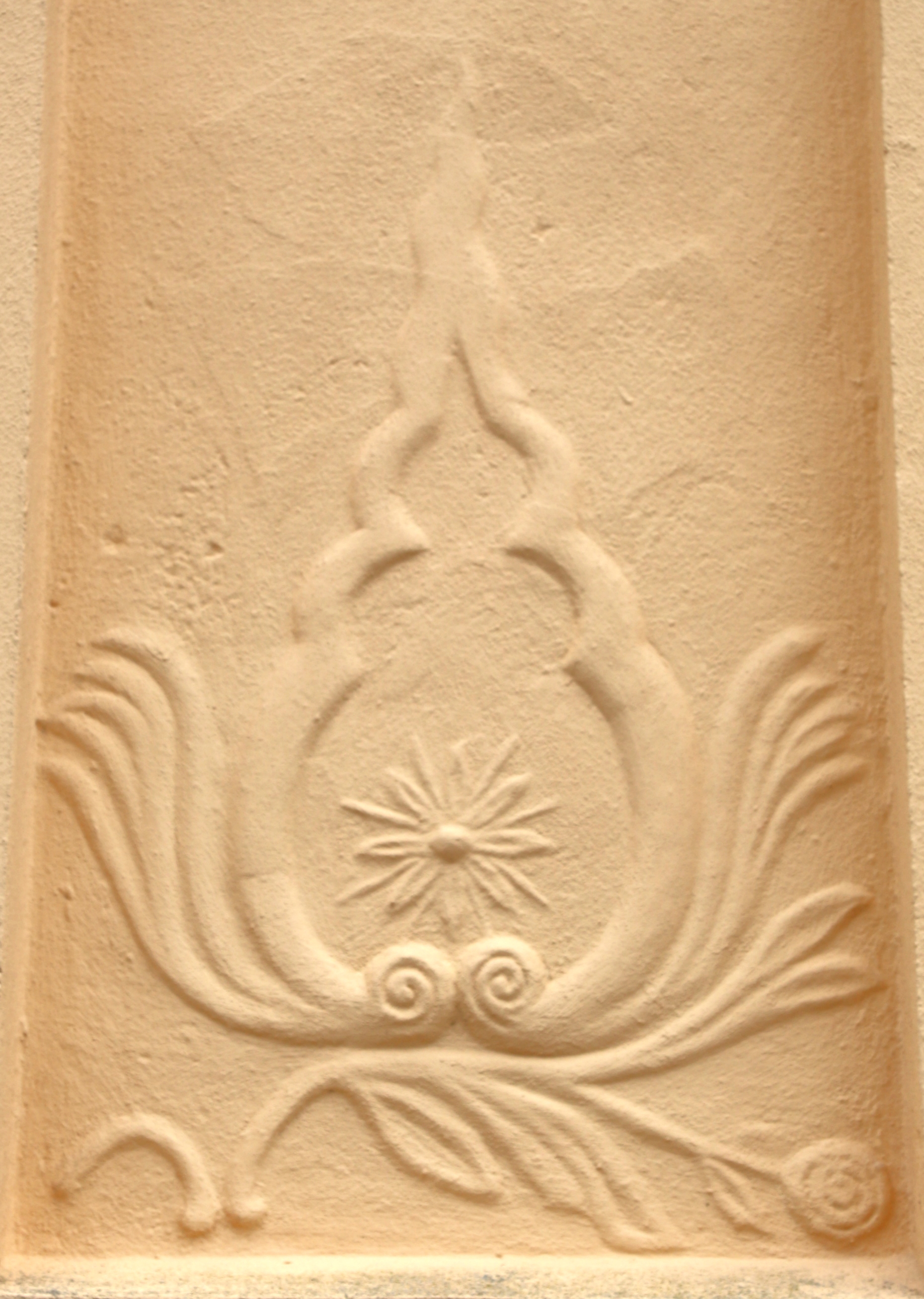
Stuckornament
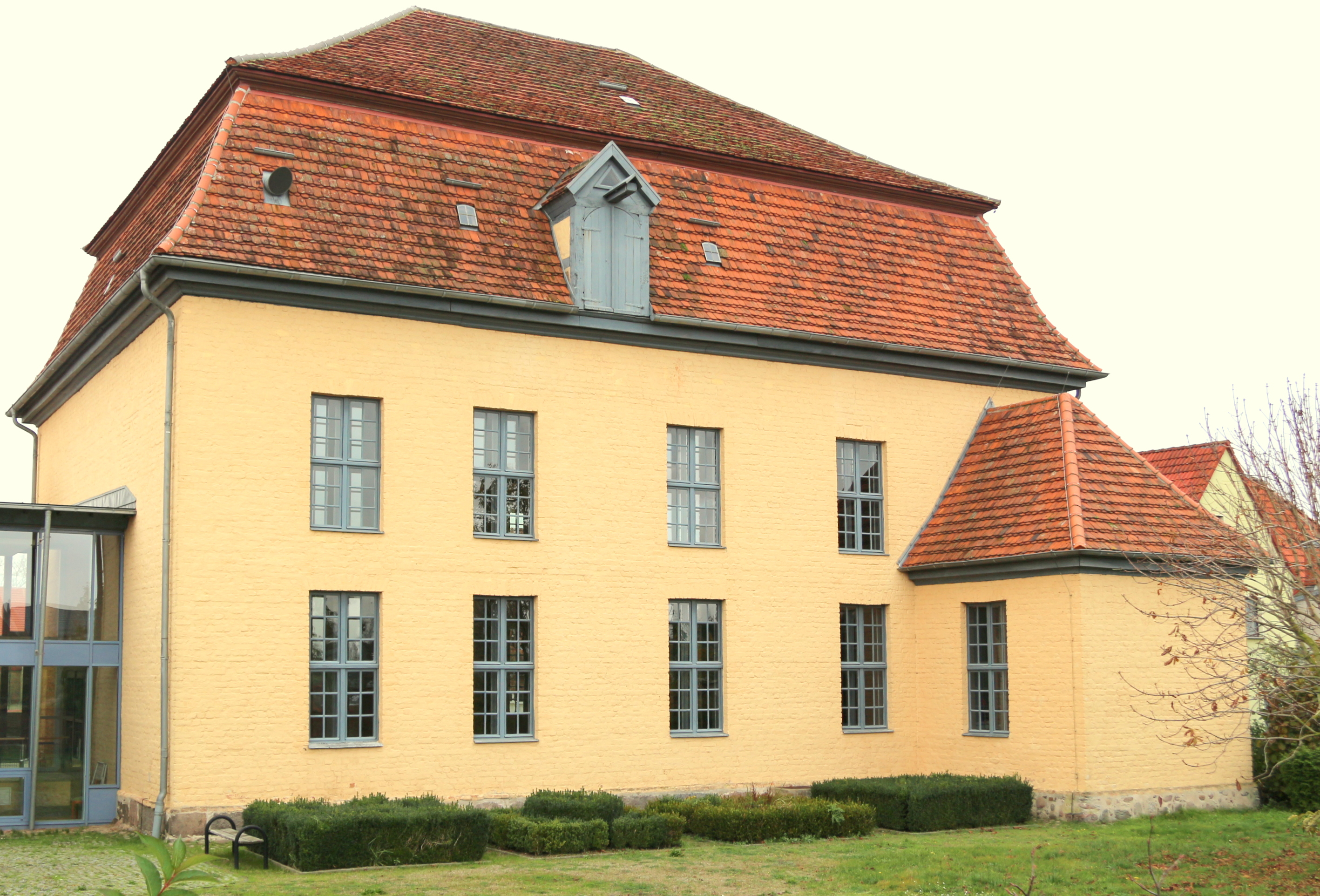
Hofseite mit Sakristei
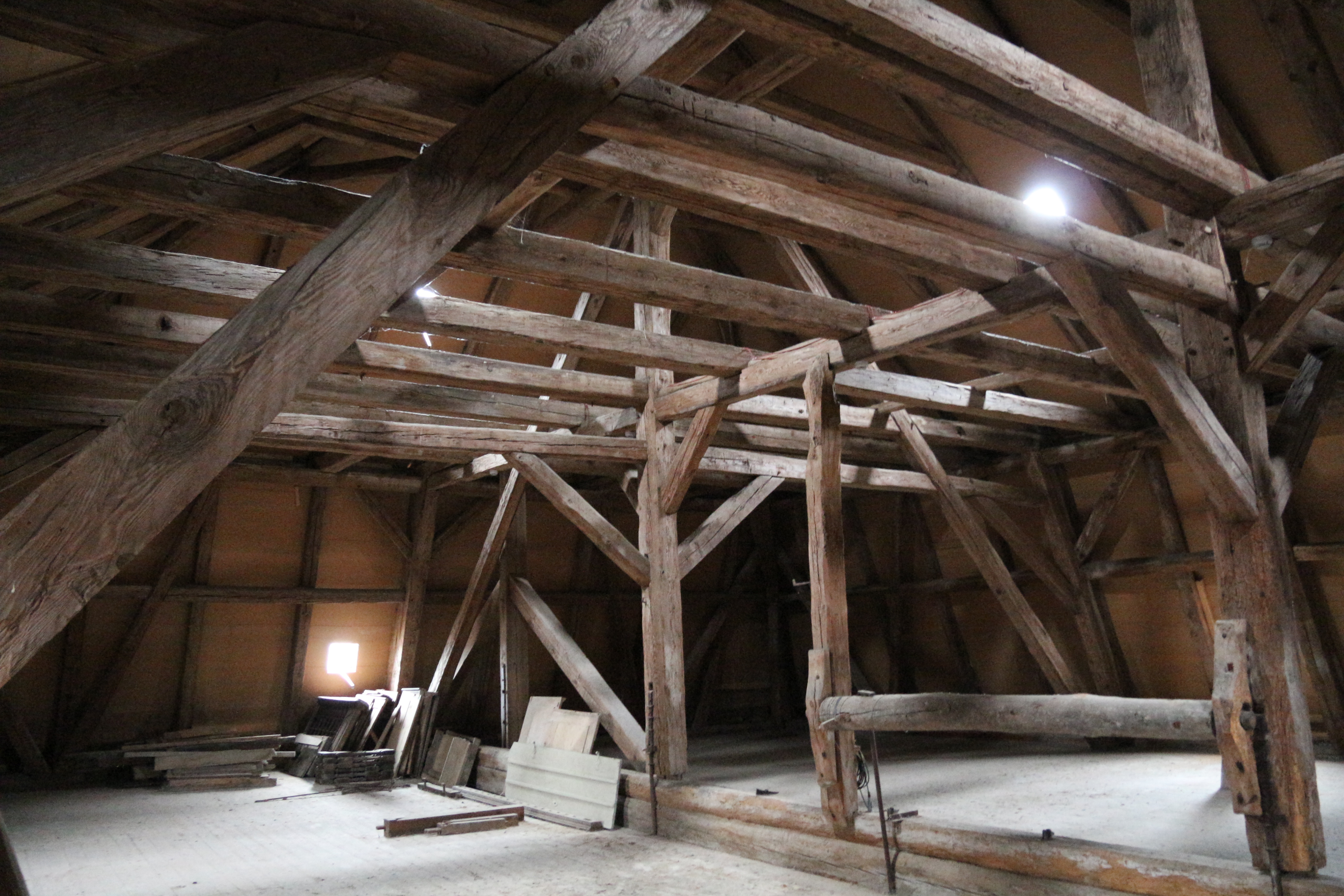
Historisches Gebälk des Mansardwalmdachs

#### Giebeltafel

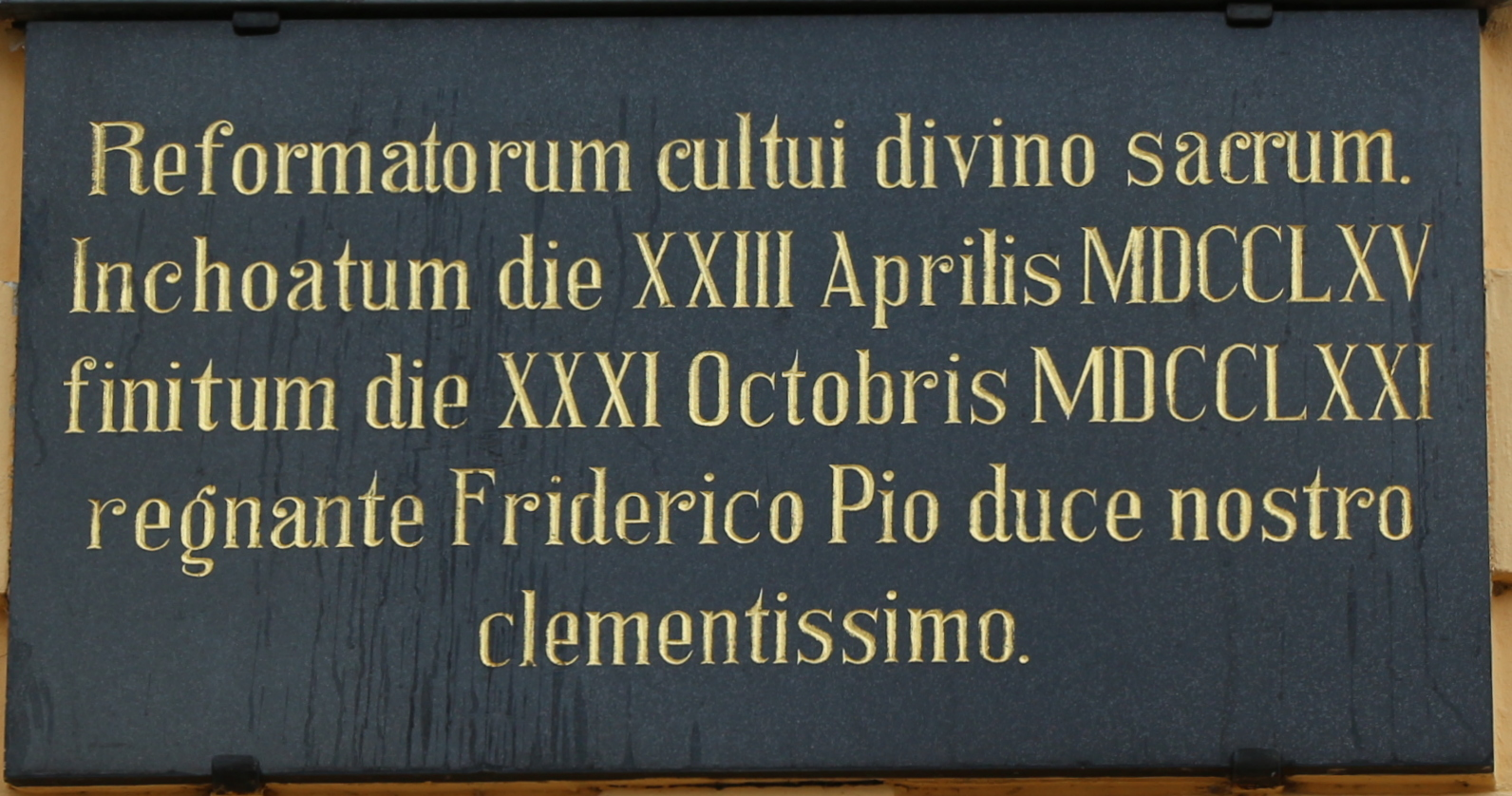
Giebeltafel

Die Gemeinde ließ eine Giebeltafel anfertigen, die noch heute existiert. Die Inschrift lautet:.

Reformatorum cultui divino sacrum.
Inchoatum die XXIII Aprilis MDCCLXV
finitum die XXXI Oktobris MDCCLXXI
regnante Friderico Pio duce nostrobr
 clementissimo.

„Die Reformatoren verehren das heilige Göttliche.
Begonnen am 23. April 1765
Fertiggestellt am 31. Oktober 1771
In der Regierungszeit von Friedrich der Fromme,
 unserem gnädigsten Führer.“

### Kirchenraum
Der Kirchenraum ist ein schlichter Saal, in dem in wesentlichen die hölzerne Chorempore sowie der im gleichen Stil errichtete hölzerne Windfang, die wesentlichsten gestalterischen Elemente ausmachen. An der Nordseite des Windfangs befindet sich heute noch eine Presbyterbank (Kirchenältestengestühl) mit fest eingebautem Lektorenpult. Der schlichte Innenraum konzentriert sich im Sinne der calvinistischer Theologie. Der Altarraum war ursprünglich von dem Kirchenraum durch Holzschranken getrennt. Die Holzschranken bestehen aus massiven Mahagoni- und Eichenholz. Die Holzschranken sind heute nur noch in Teilen installiert, jeweils ein Meter von der rechten und linken Wand. Reste der Schranken liegen auf dem Dachboden der Kirche. Ergänzt wurden diese Holzschranken durch das hölzerne Gestühl: Kojenartige Anordnung an der Nord-, West- und Südseite sowie in 2 Blöcken in Blickrichtung zur Kanzel. Die einzelnen Reihen sowie das Wandgestühl waren mit verschließbarem Zugang, sogenannten Klappen ausgestattet. Von dem ursprünglichen Kirchengestühl, sind leider nur noch vier Kirchenbänke auf der Empore vorhanden, die durch Namenschnitzereien der ehemaligen Kalkanten aus dem 18. und 19. Jahrhundert verziert sind. Ein schlichter Altartisch schmückt noch heute den Altarraum. Am Nordende der Ostwand befindet sich eine Sakristei. An der Wand westlich der Kanzel befindet sich eine schlichte Tafel mit den Zehn Geboten, östlich eine gleiche mit dem Apostolikum.

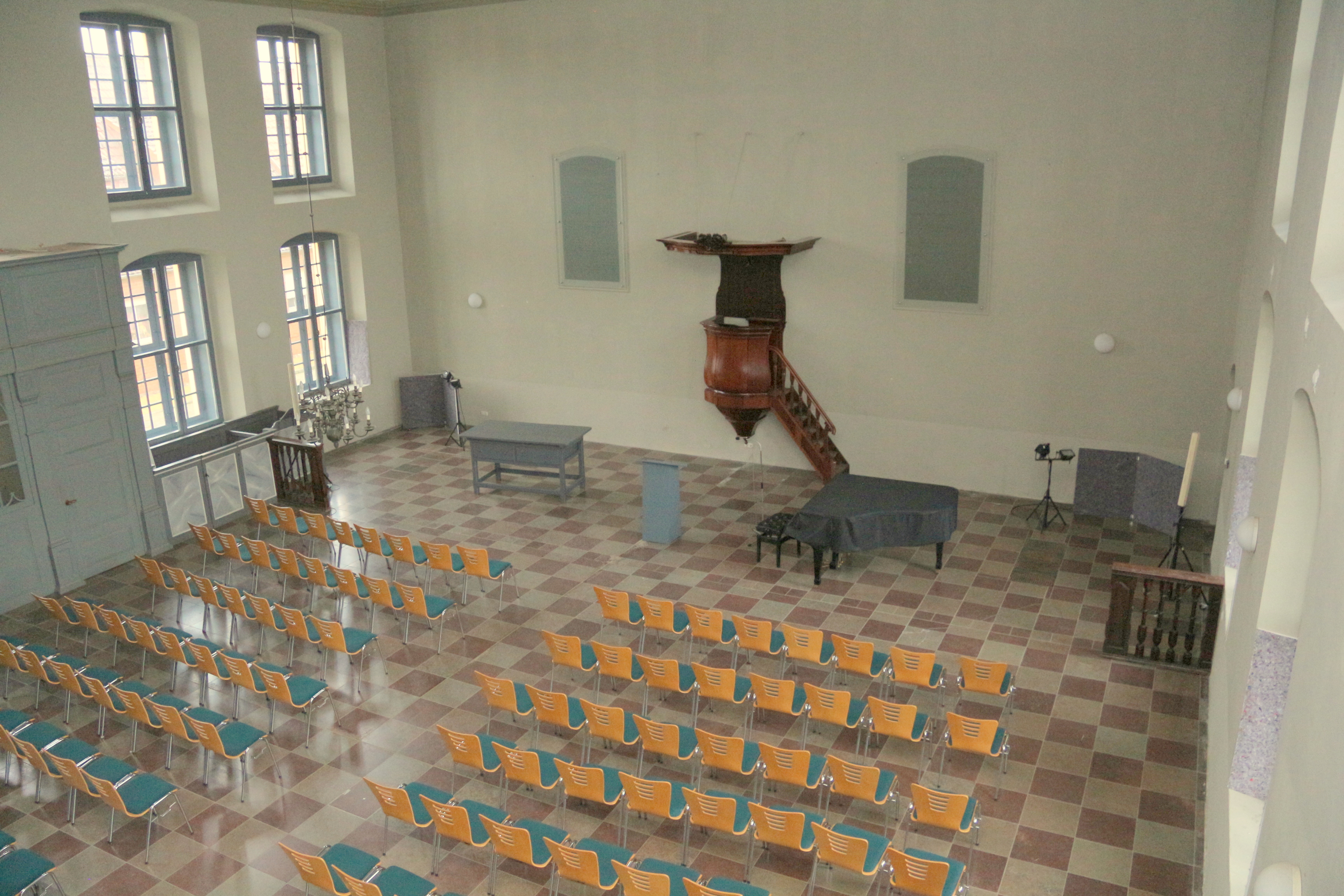
Blick von der Orgelempore
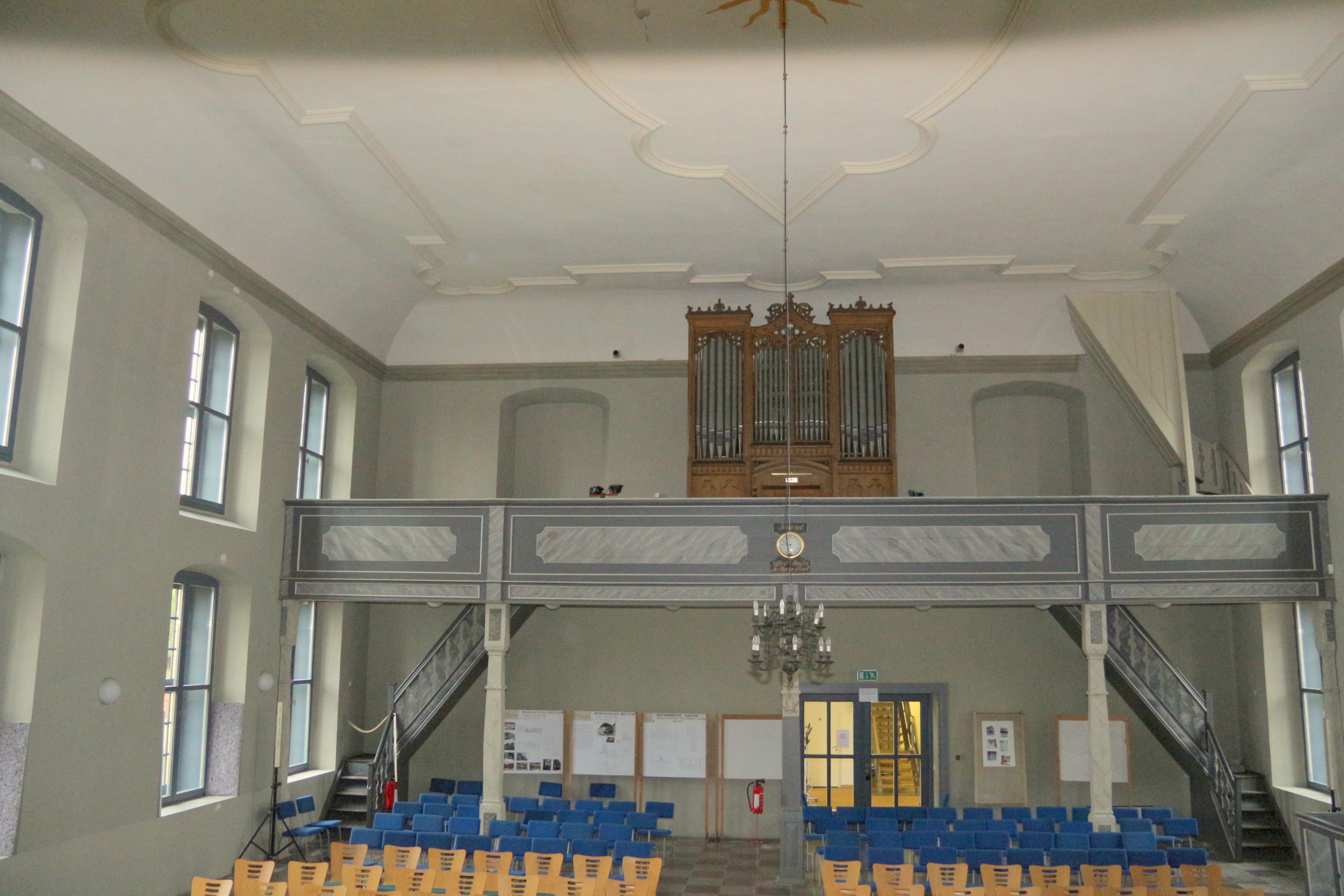
Blick von der Kanzel

## Bau der Kirche

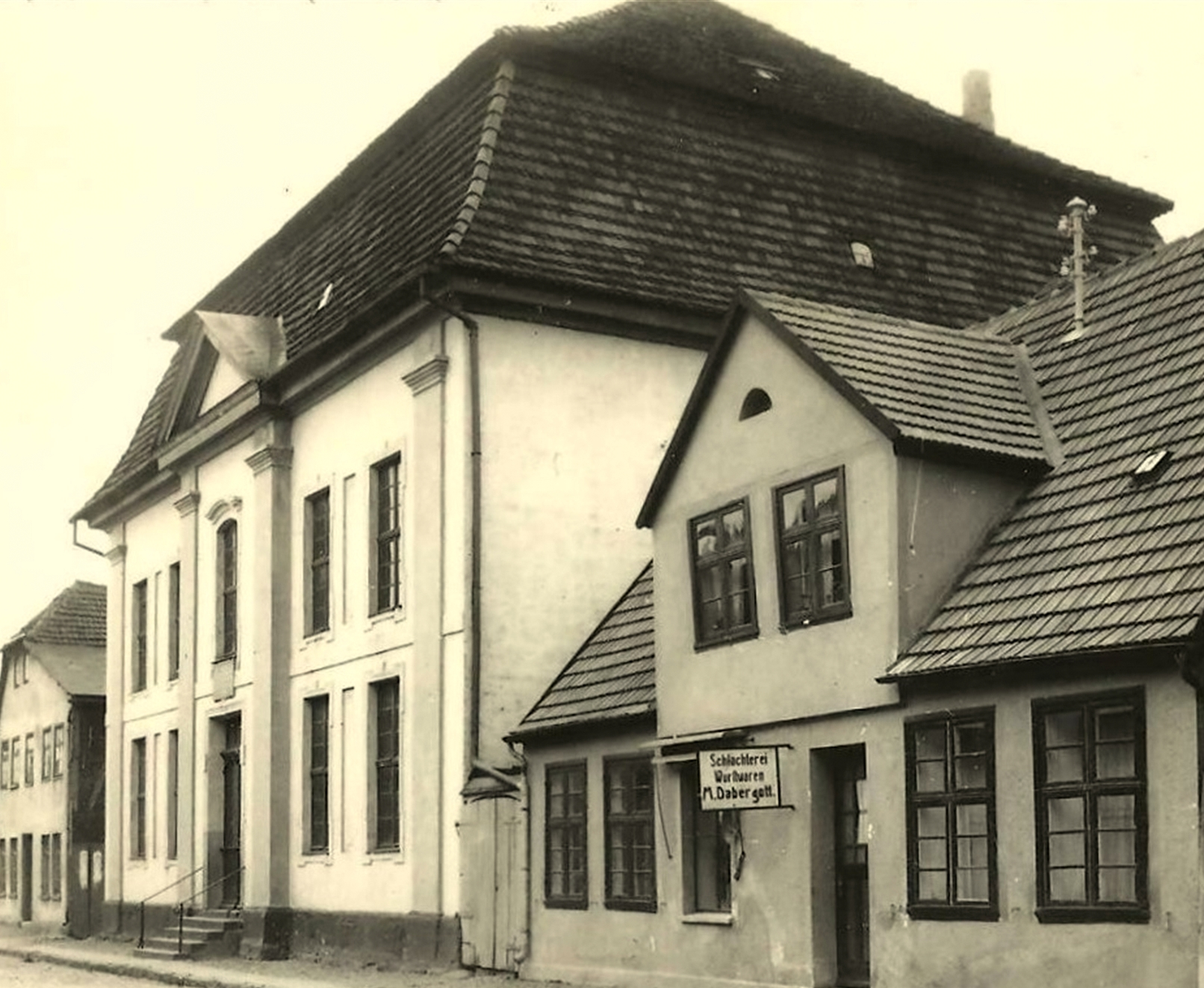
Reformierte Kirche um 1929

Die Bützower Gemeinden waren nicht im Stande, den Kirchbau selbst zu finanzieren. Somit erbot der Landesfürst, zur Errichtung nicht bloß Steine aus der noch teilweise stehenden Stadtmauer im Klosterformat, Baumaterialien und Hand- und Spanndienste anzuweisen, sondern auch ein Kollektpatent zu erteilen, wodurch die Reformierten in Mecklenburg ermächtigt wurden, um die Hilfe auswärtiger Glaubensgenossen zur Unterstützung des Unternehmens nachzusuchen. Da beide Gemeinden, an der Erbauung der Kirche das gleiche Interesse hatten, schlossen sie bereits im November 1761 einen Vertrag ab, wonach sie sich verpflichteten, dass jede von ihnen eine Persönlichkeit als Kollektanten bestelle und dass die geplante Kollektenreise von beiden Vertrauensmännern gemeinschaftlich unternommen werde. Zu Kollektanten wurden von französischer Seite der Sprachlehrer Paquin, von deutscher Seite dagegen der Pastor Finmann (auch: Finman) bestimmt. Die erwählten Paquin und Finmann reisten am 17. Februar 1763 nach Lübeck, Hamburg, Bremen und nach Holland und kamen am 1. Juli 1764 zurück. Somit konnten die Gemeinden den Voss’schen Gartenplatz im Ellernbruch für sich erhandeln und begannen nach den Plänen des mecklenburg-schwerinschen Baubeamten Horst, Mitglied der Deutsch-reformierten Gemeinde, und seiner herzoglichen Durchlaucht Friedrich zu Mecklenburg, der die Fenster in den Plänen veränderte, mit der Grundsteinlegung der Kirche am 23. April 1765. Im Juli 1766 war der Bau unter Dach gebracht. Da nun die Kassen gänzlich erschöpft waren, unternahm Finman alleine die nächste Kollektenreise. Er reiste am 26. August 1767 nach Holland und später nach England, wo er sich über zwei Jahre aufhielt und schließlich 1770 wieder das Bützower Ziel erreichte. Nun konnte der Kirchenbau am 1. September 1771 feierlich geweiht werden.

### Heutige Nutzung des Kirchengebäudes
Die Reformierte Kirche in Bützow wurde 1988 an die Kommune verkauft, da die kleine Gemeinde seinerzeit keine Mittel hatte, den stark baufällig gewordenen Bau zu erhalten. Nach 1990 wurde die Kirche durch die Stadt Bützow umfassend saniert, die Stadt kaufte die Nachbarhäuser dazu, und es entstand die Kreismusikschule des Landkreises Rostock, Außenstelle Bützow. Die Reformierte Gemeinde Mecklenburg-Bützow hat das Nutzungsrecht für den Kirchraum.

## Ausstattung

### Schmidt-Orgel (1771–1862)
Mit der abzusehenden Fertigstellung des Kirchenbaus 1770, verpflichteten die Gemeinden unter Empfehlung des Herzogs, den herzoglich-Mecklenburg-Schwerinschen Orgelbauer Paul Arndt Schmidt zu Rostock. Der Instrumentenbauer hatte mit dem Bau der Orgeln in der Schelfkirche zu Schwerin und der Rostocker Marienkirche die beste Reputation. Zum Erscheinungsbild wird als einziges erwähnt, dass die Pfeifen aus englischem Zinn waren. Die Schmidt-Orgel wurde 1863 in der Klosterkirche Rühn verbaut, da 1862 ein Orgelneubau durch Friedrich Wilhelm Winzer entstand.

### Winzer-Orgel (1862–Gegenwart)

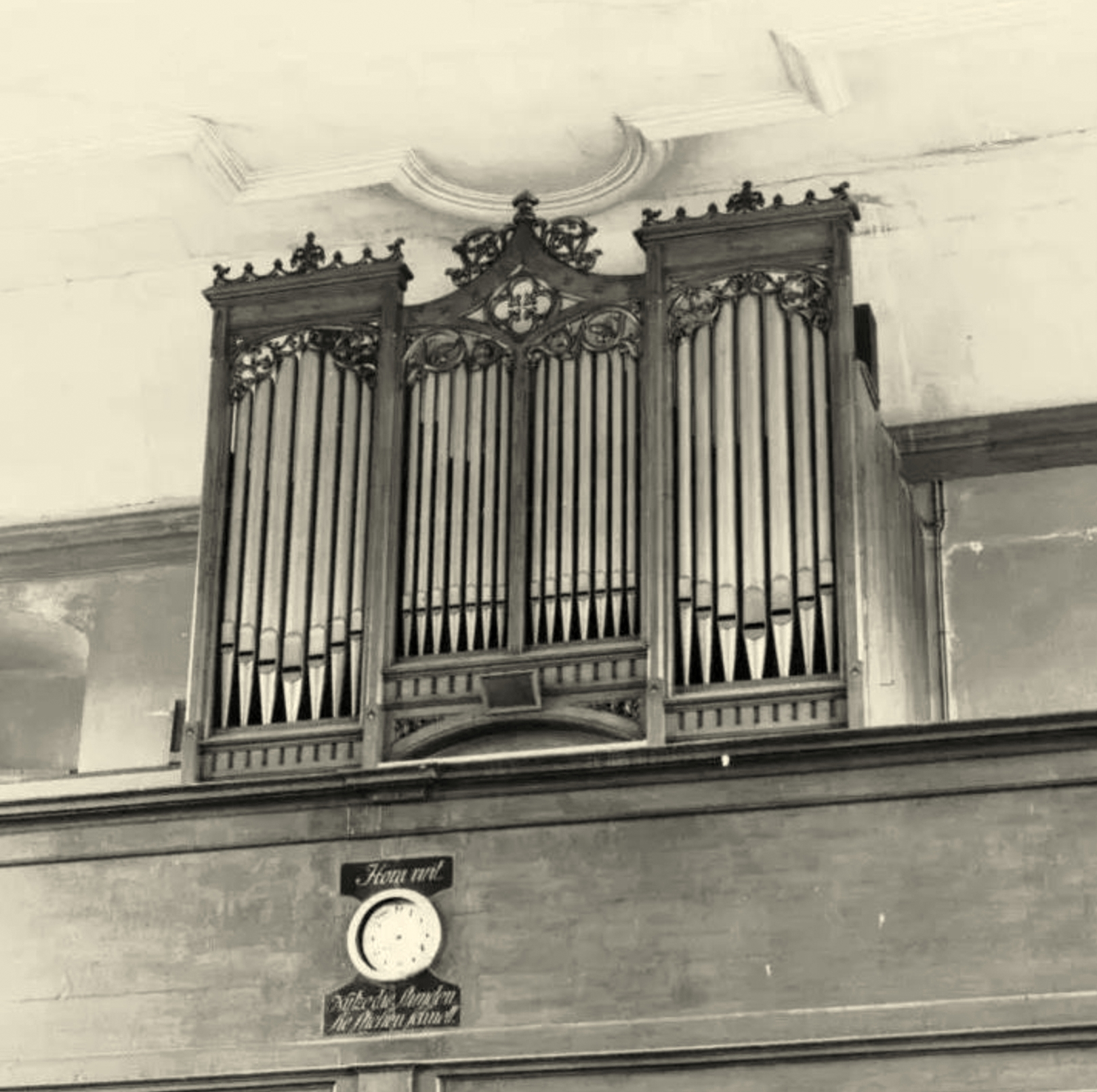
Orgel um 1929

Die von Friedrich Wilhelm Winzer 1862 erbaute Orgel ist die einzige noch erhaltene Orgel dieses Typs mit den Originalprospektpfeifen aus der Werkstatt Winzers. Sie befindet sich auf der Orgelempore. Das elektrische Gebläse wurde Anfang des 20. Jahrhunderts eingebaut. Die Orgel entging im Jahre 1917 durch einen Zufall dem Schicksal, dass die Zinnpfeifen des Orgelprospekts konfisziert und als kriegswichtiger Rohstoff eingeschmolzen wurden. Damit war sie im Jahr 1955, den Wirren des Zweiten Weltkrieges zum Trotz, noch weitgehend im originalen Zustand. 1985 wurden viele Teile der Mechanik und fast alle Metallpfeifen der Winzer-Orgel durch Vandalismus stark zerstört. Die Orgelpfeifen wurden aus der Orgel entfernt und zum Teil so schwer beschädigt, dass es, als sie aufgefunden wurden, fraglich war, ob sie wieder repariert werden könnten. Diese Pfeifen wurden allerdings geborgen und auf dem Dachboden eingelagert. Die auf dem Dachboden gelagerten Orgelpfeifen wurden nach dem Tornado am 5. Mai 2015, vor der endgültigen Zerstörung in das Pfarrhaus der Gemeinde in der Pfaffenstraße 11 gerettet.

#### Beschreibung
Der Spieltisch ist zentral, bis auf ein Register alle Registerzüge links. Zwei Bassladen (C und Cis) im Umfang von C-d1 als Transmissionsladen mit doppelten Ventilen. Die Diskantwindlade erhöht ist platziert. DieTontraktur als Strahlenmechanik. Originale Prospektpfeifen aus Zinn. Magazinbalg im Unterbau der Orgel. Von besonderer Bauart ist das Register Cantus firmus. Es ist in diesem Fall auf 16-Fuß-Basis gebaut, umfasst jedoch den hohen Tastenraum b1–f 3, der also in 8-Fuß-Lage erklingt. Neben der bei Winzer üblicherweise installierten Gambe (hier in 16-Fuß-Lage) wird der Bordun 16′ transmittiert. Ein obligates Spielen („Hervorheben der Choralmelodie“) ist damit gut möglich.

#### Register
| Manual C–f 3, mechanische Schleiflade |     |
| Bourdun                               | 16′ |
| Principal                             | 8′  |
| Hohlflöte                             | 8′  |
| Viola di Gamba                        | 8′  |
| Cantus firmus                         | 8′  |
| Octave                                | 4′  |

| Pedal C–c1, angehängt |     |
| Subbass               | 16′ |

#### Restaurierung
Die Restauration der Orgel wurde von dem Orgelbaumeister Andreas Arnold aus Plau am See ausgeführt. Hierbei konnten auch die geretteten Pfeifen wiederhergestellt werden. Arnold erweiterte das Instrument um die Mixtur nach Vorbild der Winzer-Orgeln in Lübow und Stralendorf. Durch Drehen der Manubrien kann die Baßschleife ausgeschaltet werden, so dass die Mixtur ab ds1 nutzbar ist. Die für die Restaurierung notwendige Summe in Höhe 45.000,- € wurden durch eine Spende der Stiftung Orgelklang, weitere Spenden, Benefizkonzerte und Sammelaktionen aufgebracht. Am 17. April 2016 konnte die Orgel erstmals in einem Gottesdienst wieder zum Klingen gebracht werden.

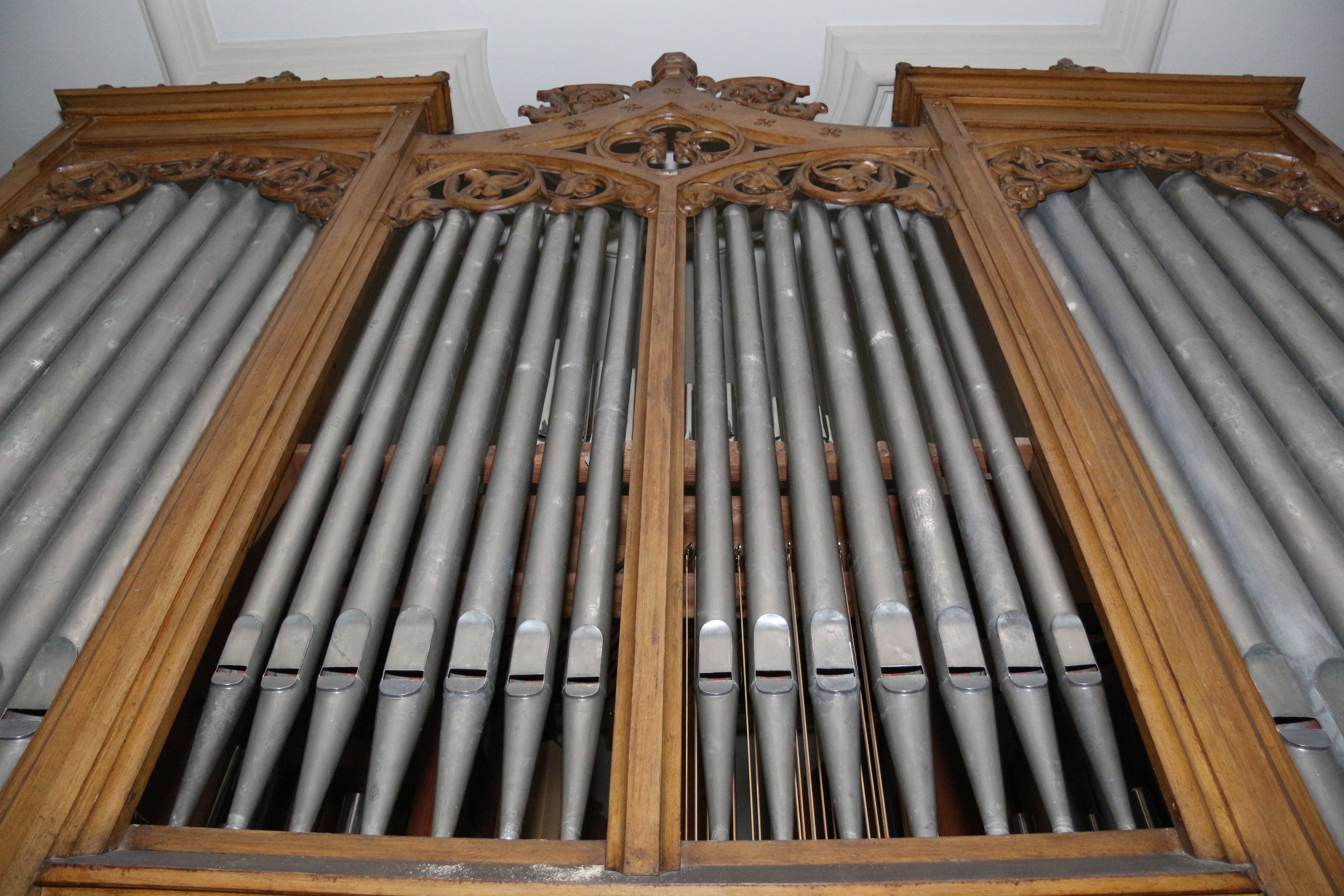
Originalprospektpfeifen
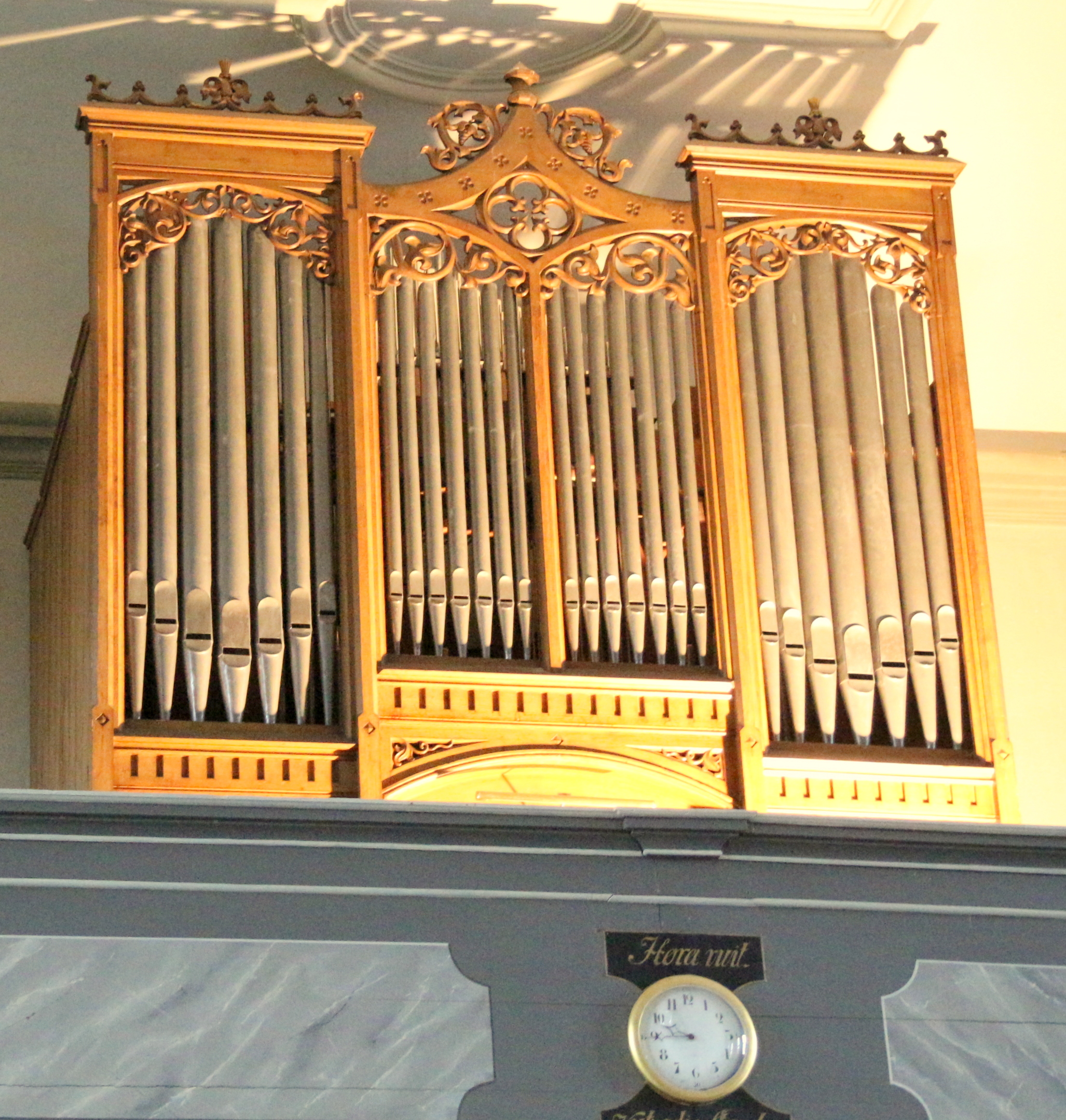
Restaurierte Winzer-Orgel

### Kanzel
Die an der Nordwand angebrachte Kanzel aus poliertem Mahagoni-Holz, im Aufbau einfachen Barockstil zeigend, während die sparsam angebrachten Schnitzereien Rokokoformen aufweisen, ist die im Jahre 1770 von dem Amsterdamer Kauf- und Handelsmann Johann Christian Dippel (auch: Tiepel), gebürtig aus Bützow gestiftet, wie die kurze Inschrift an der mit dem Wappen des Stifters gezierte Stirnseite des flachen Schalldeckels berichtet. Die Kanzel kam auf dem Wasserweg von Amsterdam über Rostock nach Bützow und ist die einzige ihrer Art in Deutschland. Es wird vermutet, dass die Kanzel ein Abbild der in Nieuwe Kerk (Amsterdam) und der in Remonstrantse kerk (Alkmaar) darstellt. Der Predigtstuhl wurde auf dem Wasserweg von Amsterdam über Rostock nach Bützow befördert.

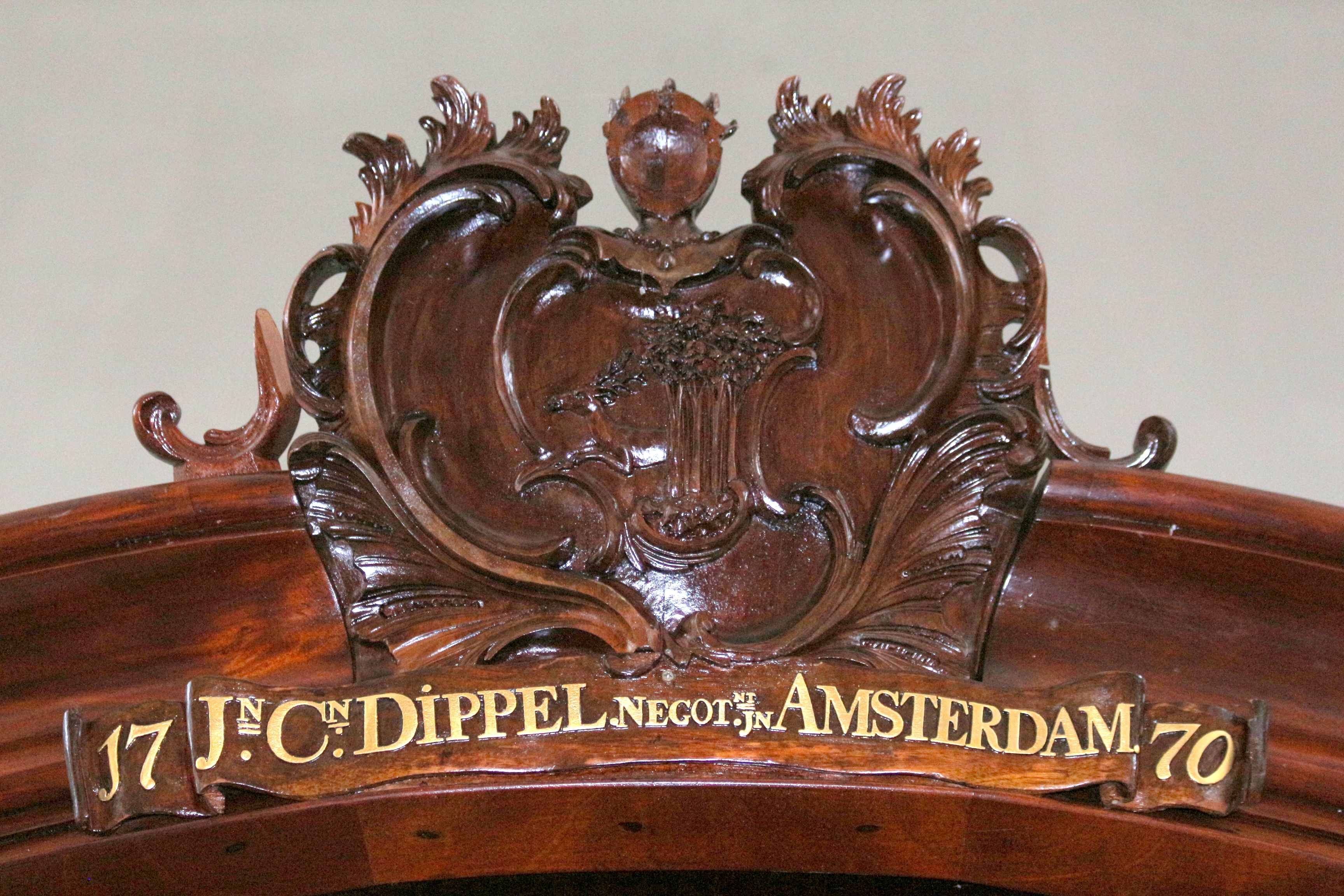
Wappen und Inschrift des Stifters
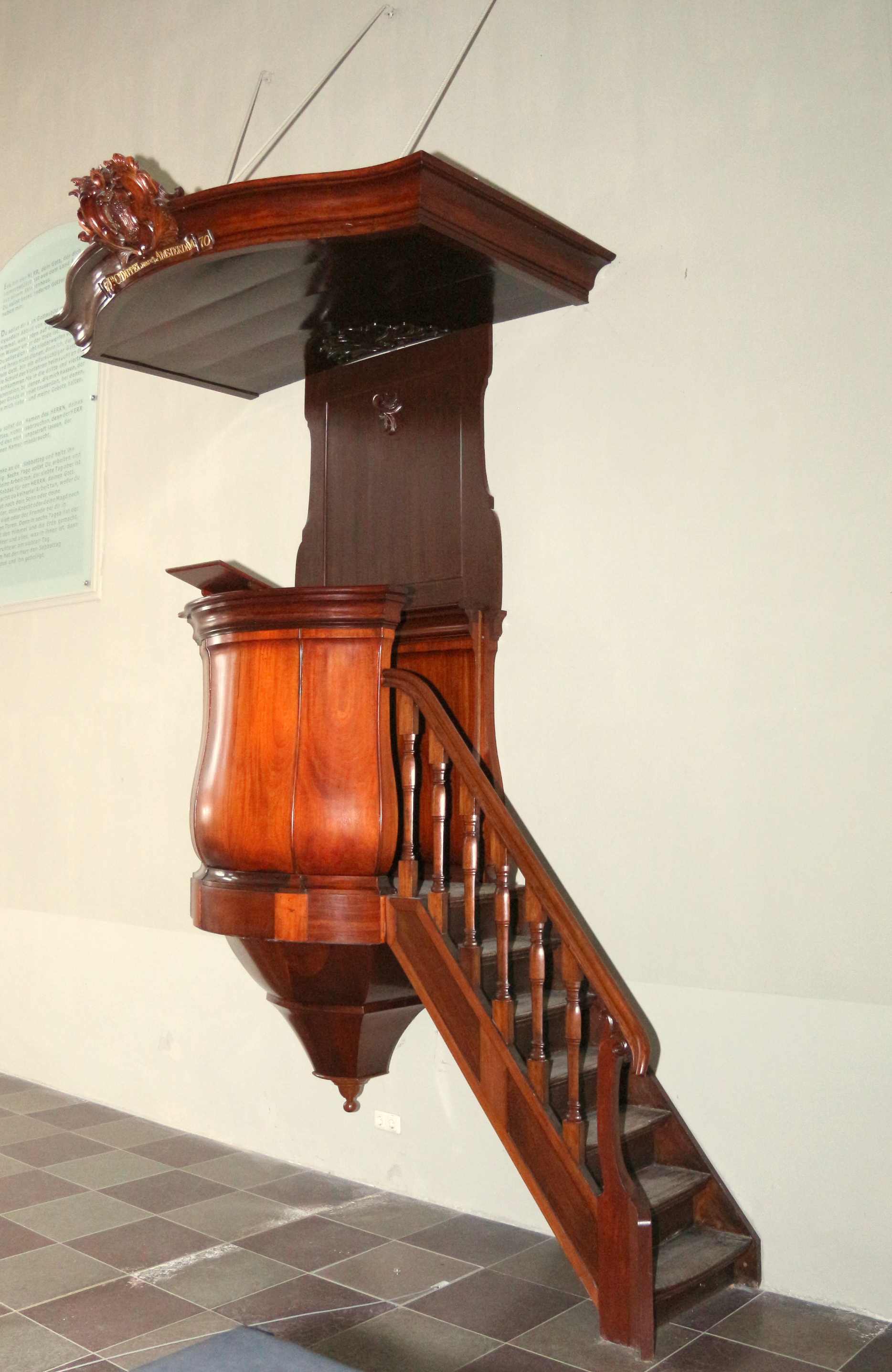
Ansicht von rechts
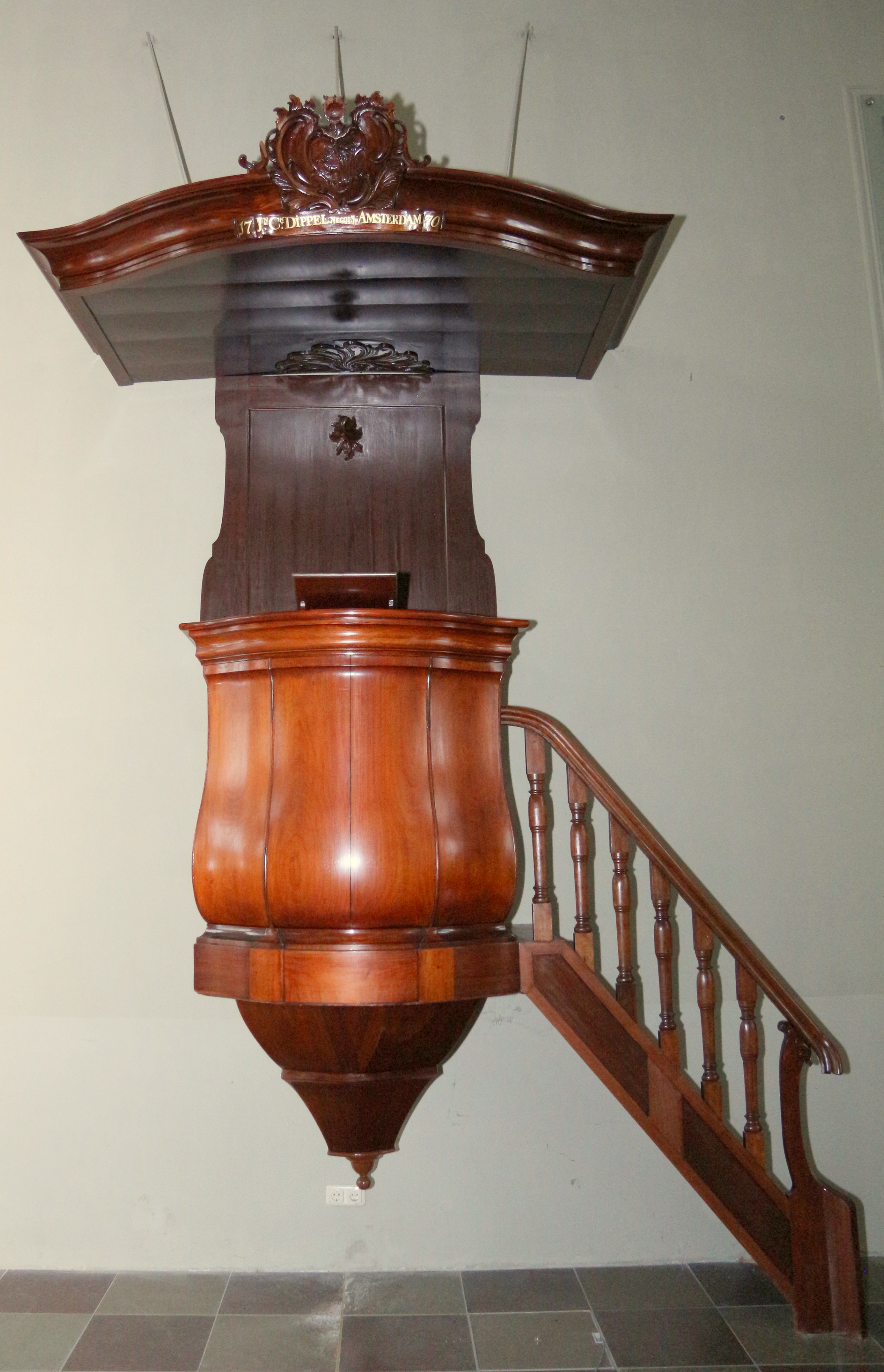
Frontansicht
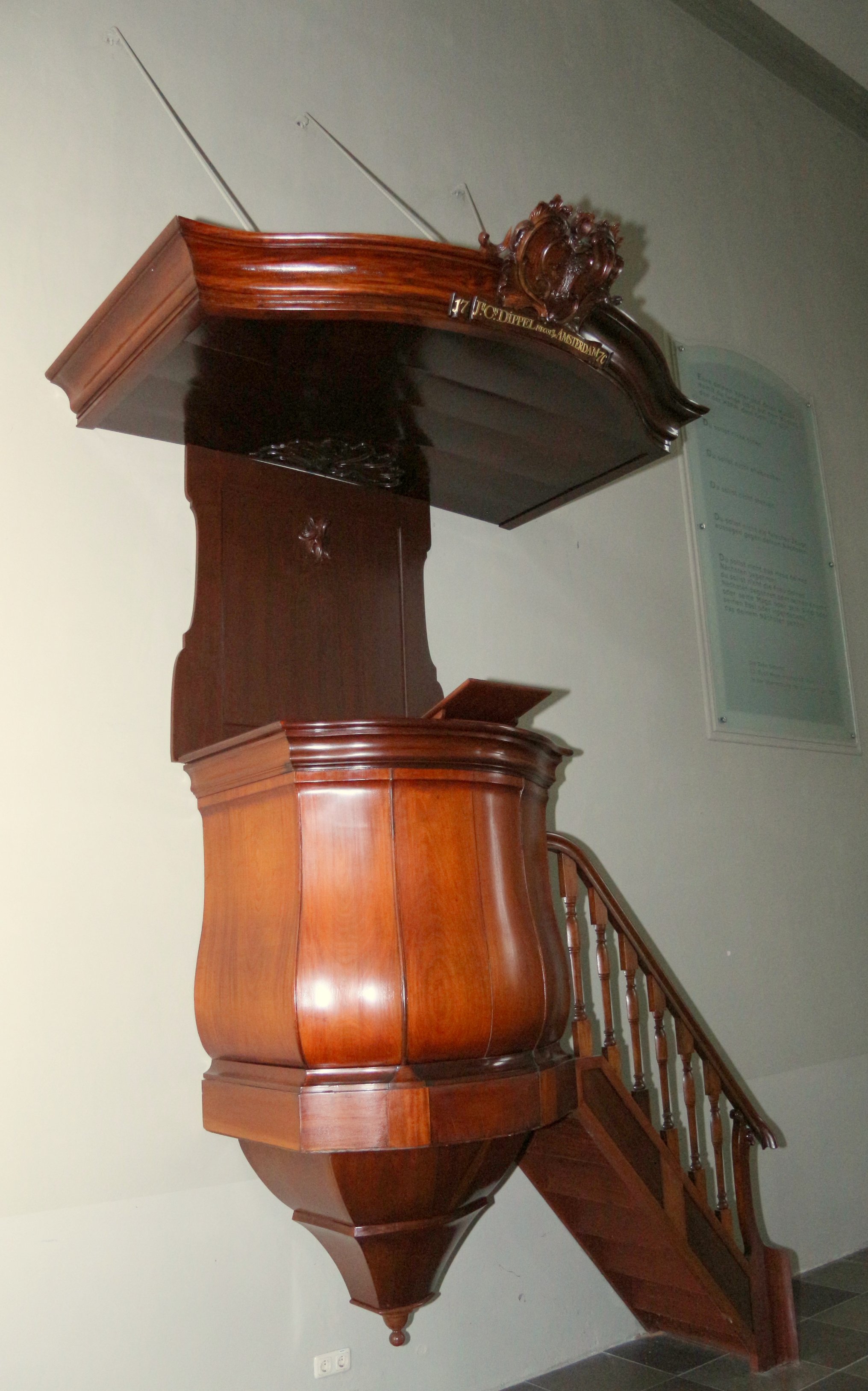
Ansicht von links

### Wandtafeln
Im Einklang mit der hugenottischen Tradition waren im Jahr 1771 Ledertapeten, die die Texte des Glaubensbekenntnisses und der Zehn Gebote in französischer Sprache trugen, an der Nordwand der Kanzel sowohl links als auch rechts angebracht. Später wurden diese durch hölzerne Tafeln ersetzt. Im 20. Jahrhundert, als die Kirche über viele Jahre hinweg ungenutzt blieb, gingen diese Tafeln verloren. Seit 2009 zieren jedoch neue Glastafeln mit dem vollständigen Text der Zehn Gebote wieder den Kirchenraum.

### Uhr
Ein Klassisches rundes Uhrwerk hinter einer gemalten Inschrift, befindet sich an der Orgelempore.

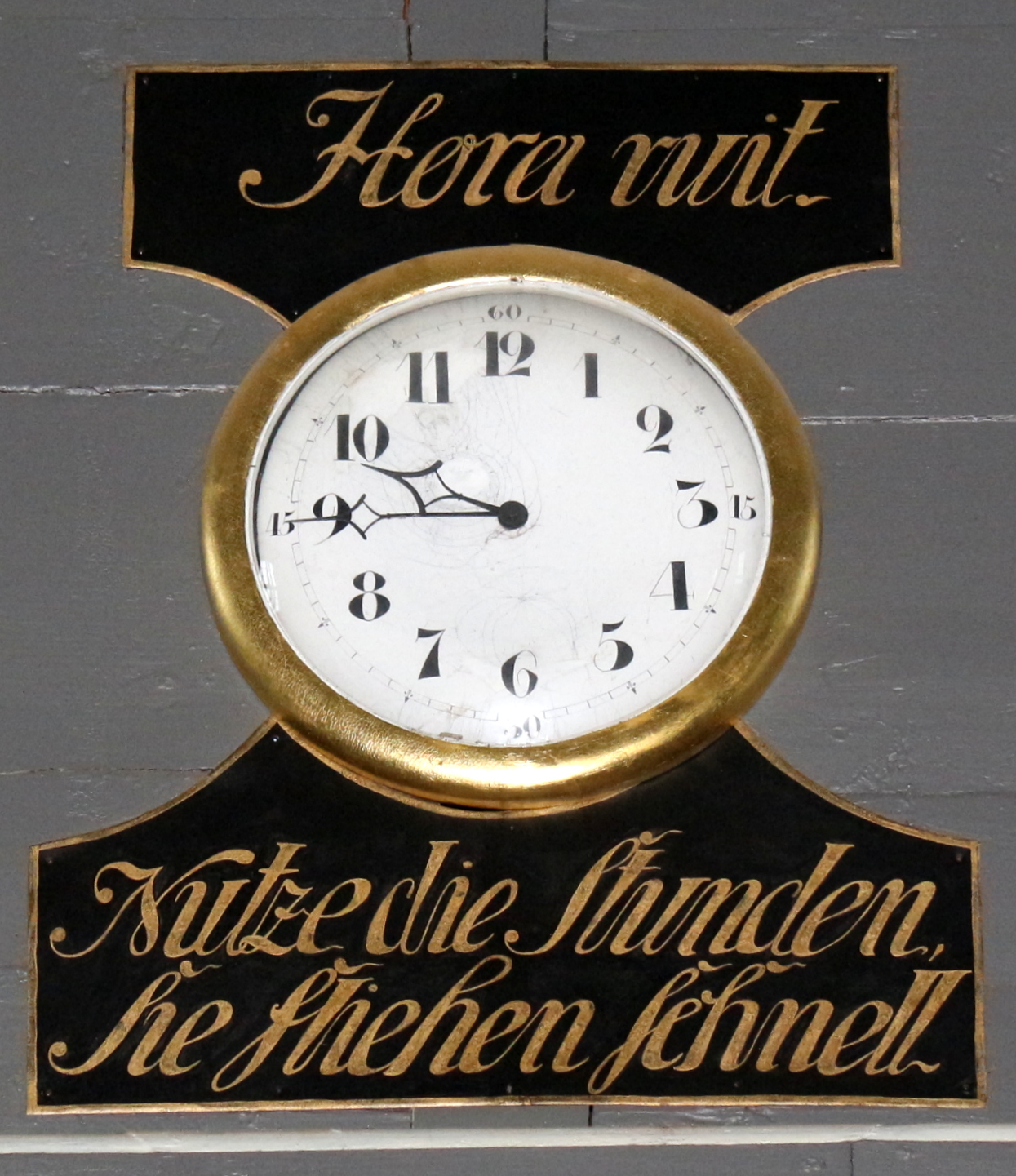
Uhrwerk mit Inschrift

### Gedenktafel
An der Ostwand befand sich eine Tafel mit zopfigem Goldrahmen, zum Gedächtnis der Kämpfer der Freiheitskriege. Die Gedenktafel ist nicht mehr vorhanden.

### Porträt des Johann Heinrich Finmann

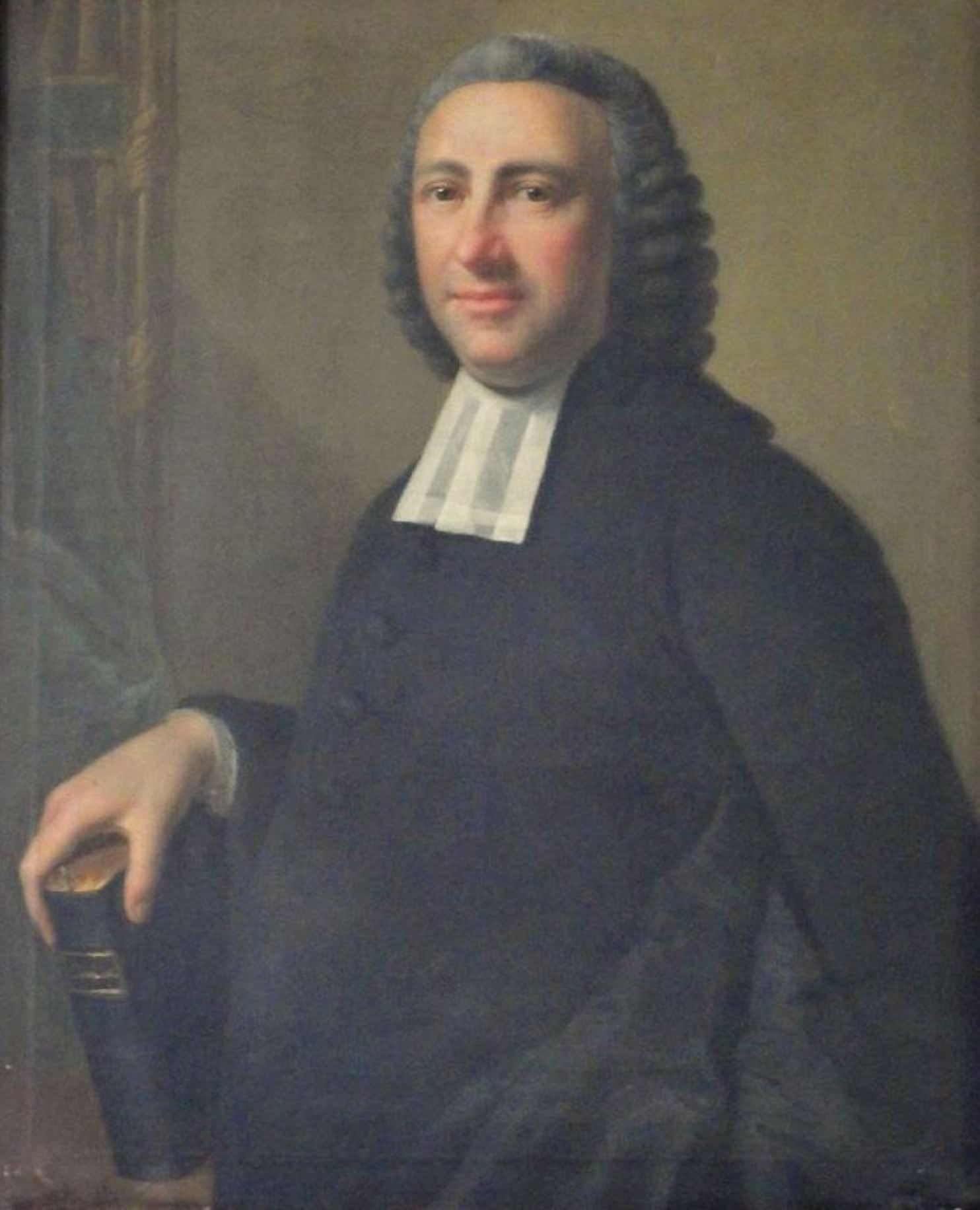
Ölgemälde Johann Heinrich Finmann

Am Nordende der Ostwand ist eine Sakristei angebaut, in der sich ein Gemälde des um den Kirchenbau sehr verdienten Pastors Johann Heinrich Finmann (auch: Finman) befand, gemalt von herzoglichen Hofmaler Georg David Matthieu 1771. An dem Bild befand sich eine Gedenktafel mit lateinischer und deutscher Inschrift:
Latein:
Übersetzung:
Gottesverehrung der Reformirten ist diese Kirche
von
Johann Heinrich Finman,

Das Bild war 2009 in der Ausstellung „Calvinismus. Die Reformierten in Deutschland und Europa“ im Deutschen Historischen Museum Berlin zu sehen.

### Porträt der Gattin Finmanns
Zu dem Gemälde des J. Heinrich Finmann war bis 1824 ein Bildnis seiner Gattin, dasselbe ist von dem Pastor Werner Christian Motz entfernt worden, weil dieser die Anbringung eines derartigen Bildes in einem kirchlichen Raum nicht schicklich empfand. Wo sich das Gemälde heute befindet ist nicht geklärt.

### Grablege
Die Bestattung einiger Personen, welche in der Gemeinde eine hervorragende Stellung eingenommen hatten, erfolgte nicht auf dem Kirchhof der Reformierten Gemeinde Vor dem Rühner Tor. Die Särge der Personen wurden in der Mitte der Kirche in einem kleinen Gewölbe verwahrt. Das Gewölbe war bis zum Jahr 1863 mit den Särgen verschlossen, in Folge eines Wassereinbruchs ist die Gruft geleert worden. Die menschlichen Überresten wurden auf dem Friedhof Bützow begraben, das Gewölbe verfüllt und versiegelt.
Nach Ausweisung der Kirchenbücher handelte es sich um folgende Gemeindemitglieder:
- Monsieur von Hafften († 27. Mai 1770), Hofrat u. Postdirektor zu Rostock[24]
- Marianna de Belloc († 27. Mai 1775)[25]
- Heinrich Adolph Wilhelm d’Olivet († 30. August 1776), studiosus jur.[26]
- Jean de Convenent († 29. August 1778), Prediger zu Bützow[27]
- Ludwig Ulrich Aemilius Finmann († 10. Februar 1779), Advokat zu Güstrow[28]
- Susanna de Beloc († 15. Januar 1780)[29]
- Johann Heinrich Finmann († 30. April 1787), Prediger zu Bützow[30]
- Johanna Maria Elisabeth Finmann, geb. Orlandini († 13. März 1789)[31]

### Kleinkunstwerke
Die Reformierten Brüder Friedrich Johann Ludwig (1737–1791) und der Wiener Reichshofrat Carl Christian (1740–1808), Grafen zur Lippe-Weissenfeid, studierten an der Friedrichs-Universität Bützow. Am 31. Oktober 1773 stifteten sie der Gemeinde den Kelch Nr. 1 sowie einen Teller.
Kelch Nr. 1
Silbervergoldeter Kelch auf sechspassigem Fuß in einfachen Barockformen. An der Kupa eingraviert das Lippe’sche Mantelwappen mit Krone darüber. Am Fuß ein Dresdener Stempel, daneben das Wardierungszeichen und ein W.
Teller
Großer flacher silbervergoldeter Teller mit demselben Wappen und Stempel wie der oben genannte Kelch Nr. 1.
Patene Nr. 1
Silbervergoldete glatte Patene eine Schweriner Arbeit, passend zu Kelch Nr.1, auf der Unterseite die Zeichen S und ALM und die Inschrift:
Kanne
Silbervergoldete Kanne in einfach bauchiger Form. Inschrift und Zeichen unter dem Fuß wie bei der Patene Nr.1.
Kelchlöffel Nr. 1
Silbervergoldeter Kelchlöffel ohne Zeichen.
Kelch Nr. 2
Silbervergoldeter Kelch auf rundem Fuß. Inschrift und Zeichen wie bei der Patene Nr. 1.
Patene Nr.2
Silberne Patene, passend zum Kelch Nr. 2, ohne Inschrift mit Zeichen: S mit Krone und IFD.
Kanne (klein)
Silber-vergoldete Kanne, klein, Zeichen wie bei Patene Nr. 2.
Kelchlöffel Nr. 2
Silberner Kelchlöffel, Zeichen wie bei Patene Nr. 2.
Brotteller
Der silberner Brotteller wurde vom Güstrower Goldschmied Heinrich Hölscher hergestellt und dienten zur Privat–Kommunionen des Gemeindeältesten Daniel le Plat aus Güstrow.
Auf der Unterseite befindet sich die Inschrift:
Taufschale
An der getriebenen silbernen Taufschale befindet sich als Beschau- oder Stadtzeichen der Augsburger Pinienzapfen und der Meisterstempel IW. An der Unterseite die Inschrift:
Kronleuchter
Ein zwölfarmiger Messing Kronleuchter und sechs messingene Wandarme waren Geschenke der Susanna de Bellòc im Jahr 1770, Bellocs Wappen befindet sich an der Kugel des Kronleuchters. Die Wandarme sind nicht mehr vorhanden.

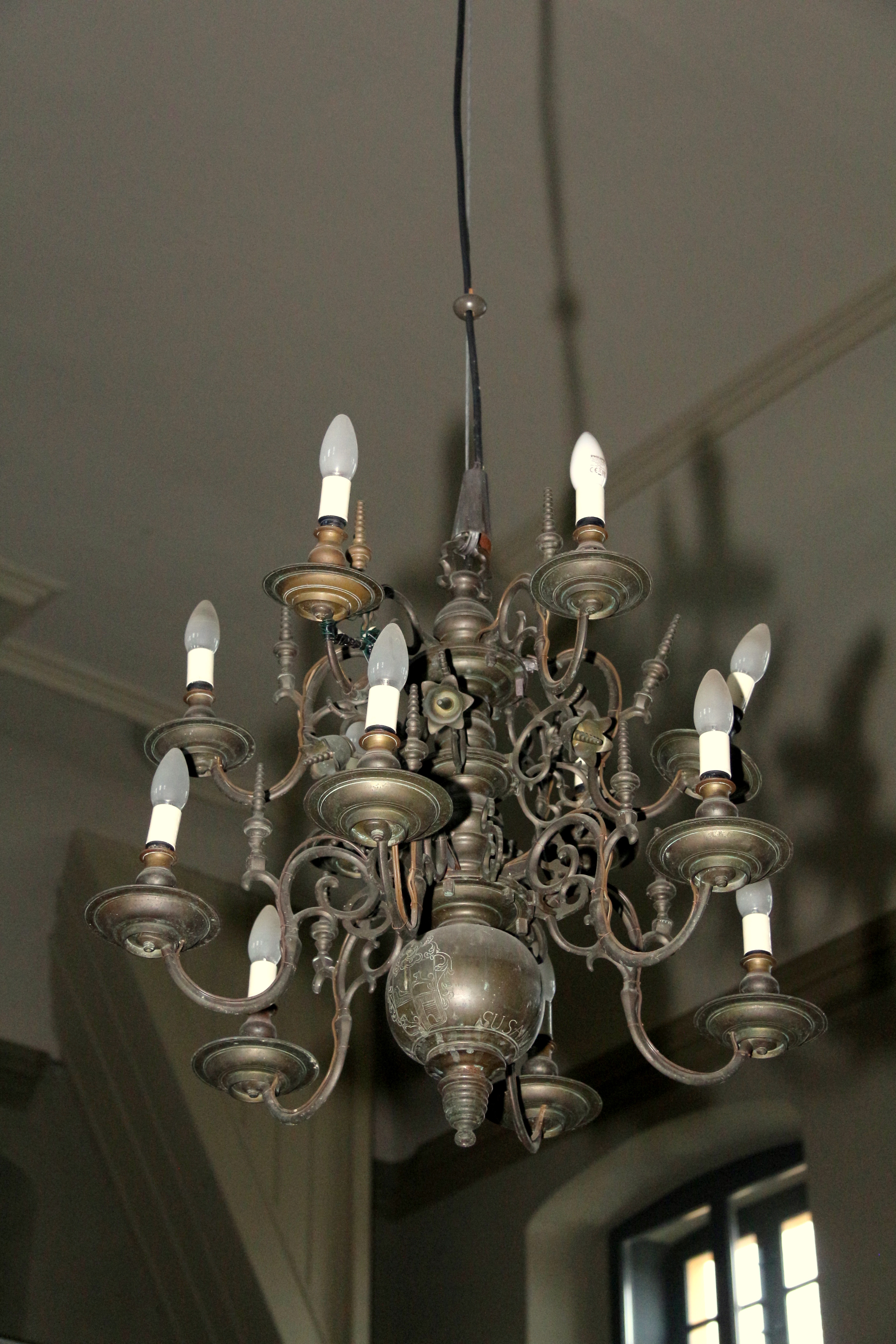
Kronleuchter von 1771
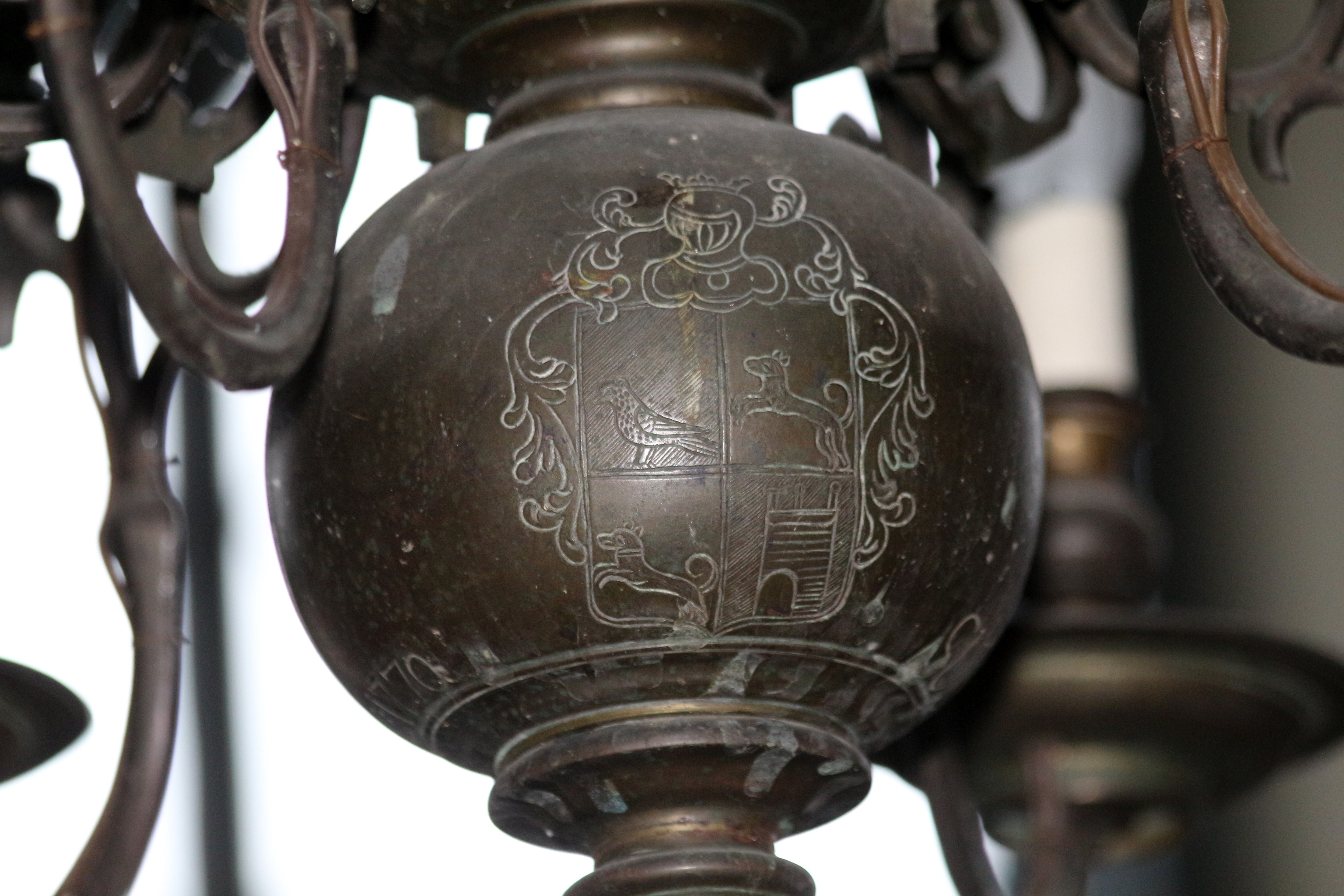
Wappen der Familie de Belloc

## Reformierte Kirchengemeinde Bützow

### Gründung der Französisch-reformierten Gemeinde

Symbol der Hugenotten

Am 24. Juli 1683 wandten sich der Bürgermeister und der Rat der Stadt Bützow mit einer Petition an den Landesherrn, Herzog Christian Ludwig I. Sie hatten erfahren, dass eine Gruppe aus Frankreich vertriebener Hugenotten vergeblich versucht hatte, sich in Rostock niederzulassen. Der Herzog reagierte umgehend und bat die Stadt, den Aufenthaltsort der Flüchtlinge zu ermitteln und deren Erwartungen sowie Vorschläge zu erkunden. Dennoch blieben die Bemühungen, französische Familien zur Ansiedlung zu bewegen, zunächst erfolglos.
Erst am 1. August 1699 erließ Herzog Friedrich Wilhelm ein Dekret, das den verfolgten französischen Protestanten die Ansiedlung ermöglichte. Dieses Privileg richtete sich an Franzosen, die sich bereits in deutschen Gebieten befanden. Ihnen wurden neben der freien Ausübung ihres Glaubens ein gottesdienstlicher Raum sowie die Anstellung und der Unterhalt eines Predigers, eines Kantors und eines Lehrers zugesichert. Weitere Zusagen umfassten Wohnraum, Unterstützung beim Hausbau und die Befreiung von verschiedenen Abgaben. In diesen Privilegien wird Bützow ausdrücklich als Ansiedlungsort genannt.
Die Stadt Bützow war durch die Kriegsverwüstungen des Dreißigjährigen Krieges und Seuchen stark geschwächt und litt unter einem Mangel an Einwohnern; Handwerk und Industrie lagen brach. Ein weiterer Grund für die Ansiedlung war die günstige geografische Lage, die auch für den Handel von Bedeutung war. Zudem spielte der Umstand eine Rolle, dass der Herzog im ehemaligen Stiftsland rund um Bützow besondere Vorrechte besaß, die einen Einspruch der lutherischen Landeskirche verhinderten. Als Bedingung für die Ansiedlung war ein Treueeid bei der Ankunft vorgeschrieben.
Das Privileg von 1699 gilt als Gründungsurkunde der reformierten Kirche in Mecklenburg, obwohl die eigentliche Gemeinde erst in den folgenden Jahren entstand. Erst 1703 trat das erste Presbyterium zusammen. Ein weiteres Privileg, datiert auf den 24. September 1703, hatte eher den Charakter eines Vertrags mit drei französischen Kaufleuten, die fünfzig Familien zur Ansiedlung bewegen sollten. Am 1. Mai 1700 hatten sich bereits etwa 100 französische Exulanten in Bützow niedergelassen, die 1703 eine Kirchengemeinde gründeten.
Der Kirchenrat setzte sich aus dem Prediger Jean de Durand, der nach einem Jahr Bützow verließ, sowie den Ältesten (anciens) Daniel le Plat aus Güstrow, Jean Masferon, Oberst G. Dupuis (Kommandant in Rostock) und den Kaufleuten Salomon Jordan und Jean Eymieu aus Bützow zusammen. Der Vorstand ergänzte sich nach reformierter Art durch Kooptation. Der erste Gottesdienst wurde in der vom Herzog zugewiesenen Schlosskapelle abgehalten. Der zweite französische Prediger war Jacques Deschamps, der dieses Amt von 1701 bis 1730 innehatte. Sein Nachfolger, Jean de Convenant, diente bis zu seinem Tod im Jahr 1778 als französischer Prediger in Bützow.

### Gründung der Deutsch-reformierten Gemeinde

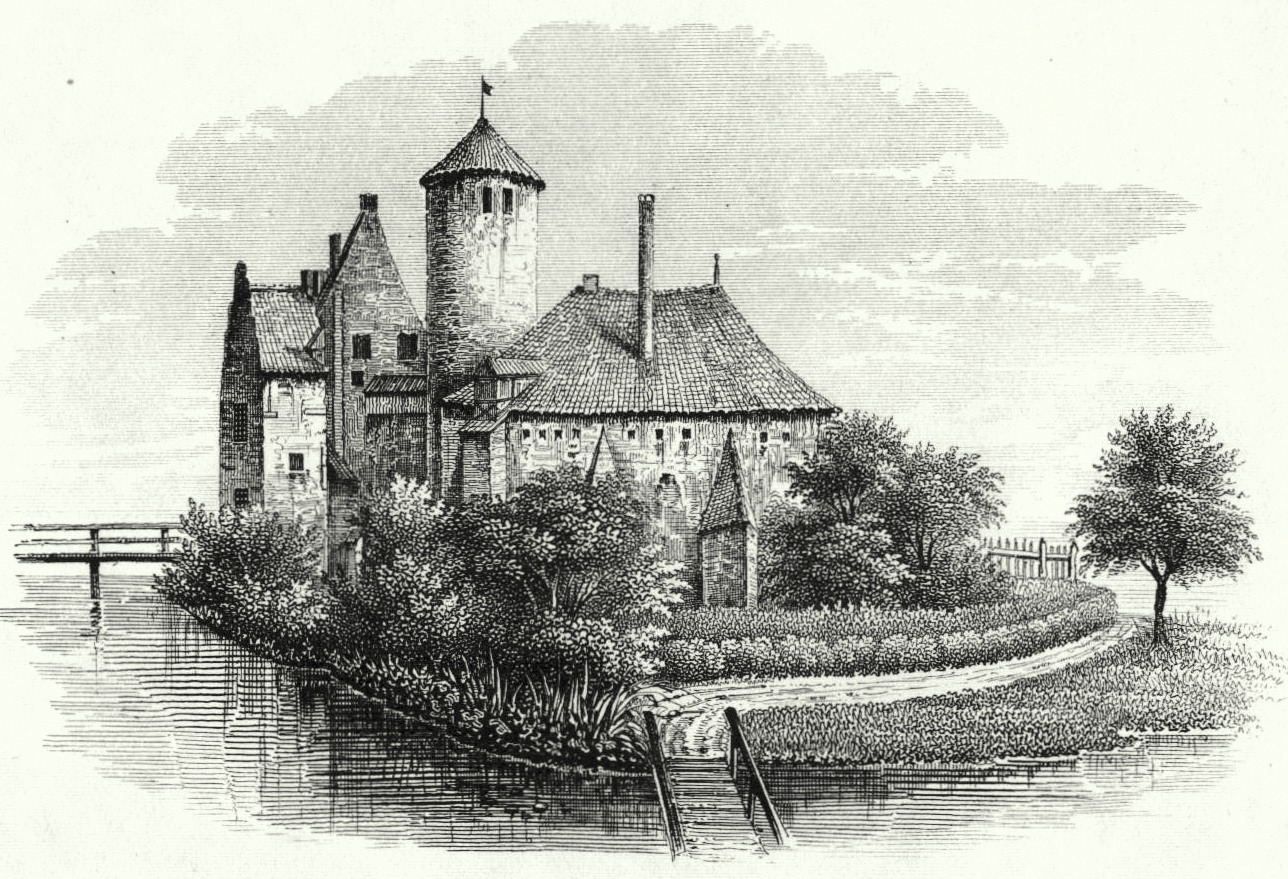
Schloss Bützow

Die im Jahr 1709 gegründete reformierte Teutsche Hofgemeinde erhielt 1713 mit Sophie Charlotte, der Herzogin zu Mecklenburg, eine prominente Vertreterin, die ihren Witwensitz im Schloss Bützow bezog. Als gläubige Reformierte brachte sie ihren eigenen Hofstaat mit, dessen Mitglieder überwiegend aus Hessen stammten. Gleichzeitig wurde sie zur Schutzherrin der französischen reformierten Gemeinde, wodurch zwei reformierte Gemeinden nebeneinander existierten, jede mit eigenen Gottesdiensten und einem eigenständigen Gemeindeleben.
Nach dem Tod der Herzogin im Jahr 1749 wurde Johann Henrich Finmann (auch: Finman), der bisherige Pagenhofmeister aus Westfalen, zum Pastor der deutsch-reformierten Gemeinde ernannt. Diese Gemeinde feierte ihre Gottesdienste in der Schlosskapelle. Erst als Herzog Friedrich der Fromme die Gründung einer Universität und eines Pädagogiums in Bützow plante, untersagte er den beiden Gemeinden die weitere Nutzung der Kapelle. Fortan mussten sie ihre Gottesdienste in der Wohnung von Pastor Finmann in der Kirchenstraße 36 abhalten. Der Herzog versprach jedoch, dass bald der Bau eines eigenen Gotteshauses für sie in Angriff genommen werden sollte.

### Vereinigung zur Französisch-Deutschen Gemeinde
Nach dem Bau der Kirche entbrannten bald Streitigkeiten zwischen den beiden Gemeinden über finanzielle Angelegenheiten und die Nutzung des Gebäudes. Mit dem Tod des französischen Predigers de Convenant am 29. Juni 1778 wurden die Gemeinden durch ein herzogliches Regierungsdokument vom 23. Juli 1778 zur „Französisch-Deutschen Gemeinde zu Bützow“ vereinigt. Finmann wurde zum Pastor der neu gegründeten Gemeinschaft berufen. Die französische Gemeinde in Bützow existierte somit nur 80 Jahre lang eigenständig. Ohne die Privilegien, die den Franzosen bei ihrer Ansiedlung in Bützow gewährt worden waren, wäre auch die Existenz der nun vereinigten reformierten Gemeinde gefährdet gewesen. Besonders die Bezahlung des Predigers stellte ein Privileg dar, das bis heute Bestand hat. Ab 1786 wurde die Gemeinde in „Reformierte Gemeinde zu Bützow“ umbenannt. Zur reformierten Gemeinde zu Bützow gehörten alle Reformierten des Landes Mecklenburg. Zu der reformierten Gemeinde zu Bützow gehörten alle Reformierten des Landes Mecklenburg.

#### Pastoren der Vereinigten reformierten Gemeinde
- Johann Heinrich Finmann (auch: Finman) (1778–1787)
- Johann Wilhelm Hoffmann (1787–1801)
- Johann Jacob Berckenhout (1801–1806)
- Jean de Convenant (1806–1812)
- Christian Heinrich Schäfer (1813–1824)
- Werner Christian Motz (1824–1866)
- Julius Johannes Christian Happel (1866–1884)
- Rudolf Koch (1884–1912)[43]
- Karl Gladischefski (1913–1938)
- (1938–1946) Vakanz
- Fritz Galle (1946–1983)
- (1983–1992) Vakanz
- Hartmut Gabriel (1992–2004)
- Kathrin Oxen (2004–2012)
- Christine Oberlin (2012–)